# Carlstadt (Nueva Jersey)
Carlstadt es un boro ubicado en el condado de Bergen en el estado estadounidense de Nueva Jersey. En el año 2000 tenía una población de 5.917 habitantes y una densidad poblacional de 578.4 personas por km².

## Geografía
Carlstadt se encuentra ubicado en las coordenadas 40°50′11″N 74°4′52″O / 40.83639, -74.08111.

## Demografía
Según la Oficina del Censo en 2000 los ingresos medios por hogar en la localidad eran de $55,058 y los ingresos medios por familia eran $62,040. Los hombres tenían unos ingresos medios de $46,540 frente a los $36,804 para las mujeres. La renta per cápita para la localidad era de $28,713. Alrededor del 6.1% de la población estaba por debajo del umbral de pobreza.